# Титихинцы
Титихинцы — деревня в Слободском районе Кировской области в составе Шестаковского сельского поселения.

## География
Находится в северной части района на расстоянии примерно 3 км по прямой на северо-запад от села Шестаково.

## История
Известна с 1678 года как
деревня Туйковская. В 1764 году в деревне (уже Тунковская) отмечено было 5 жителей. В 1873 году в деревне (Ушкинская или Пуреги) учтено дворов 7 и жителей 36, в 1905 10 и 56, в 1926 13 и 51, в 1950 16 и 69, в 1989 оставалось 8 жителей. 

## Население
Постоянное население  составляло 9 человек (русские 89%) в 2002 году, 1 в 2010.